# Michałów (gmina)
La gmina de Michałów est une commune rurale de la voïvodie de Sainte-Croix et du powiat de Pińczów. Elle s'étend sur 112,21 km2 et comptait 4 840 habitants en 2006. Son siège est le village de Michałów qui se situe à environ 7 kilomètres au sud-ouest de Pińczów et à 45 kilomètres au sud de Kielce.

## Villages
La gmina de Michałów comprend les villages et localités de Góry, Jelcza Mała, Jelcza Wielka, Karolów, Kołków, Michałów, Pawłowice, Polichno, Przecławka, Sadkówka, Sędowice, Tomaszów, Tur Dolny, Tur Górny, Tur-Piaski, Węchadłów, Wrocieryż, Zagajów, Zagajówek et Zawale Niegosławskie.

## Gminy voisines
La gmina de Michałów est voisine des gminy de Działoszyce, Imielno, Pińczów et Wodzisław.